# (5546) Salavat
(5546) Salavat es un asteroide perteneciente al cinturón de asteroides descubierto el 18 de diciembre de 1979 por Henri Debehogne desde el Observatorio de La Silla, Chile.

## Designación y nombre
Designado provisionalmente como 1979 YS. Fue nombrado Salavat en honor de la ciudad industrial de Salavat, ubicada en Bashkiria, justo al oeste de los Montes Urales.

## Características orbitales
Salavat está situado a una distancia media del Sol de 2,622 ua, pudiendo alejarse hasta 2,917 ua y acercarse hasta 2,327 ua. Su excentricidad es 0,112 y la inclinación orbital 12,18 grados. Emplea 1551,26 días en completar una órbita alrededor del Sol.

## Características físicas
La magnitud absoluta de Salavat es 12,5. Tiene 8,39 km de diámetro y su albedo se estima en 0,302. 